# المتحف الحربي (باريس)
المتحف الحربي هو متحف حربي يقع في قصر ليزانفاليد في الدائرة السابعة في باريس، فرنسا. يقع بالقرب من المتحف محطة أنفاليد ، فاران  ولا تور موبورغ.